# Stenepteryx
Stenepteryx är ett släkte av tvåvingar. Stenepteryx ingår i familjen lusflugor.
Släktet innehåller bara arten Stenepteryx hirundinis.

## Bildgalleri

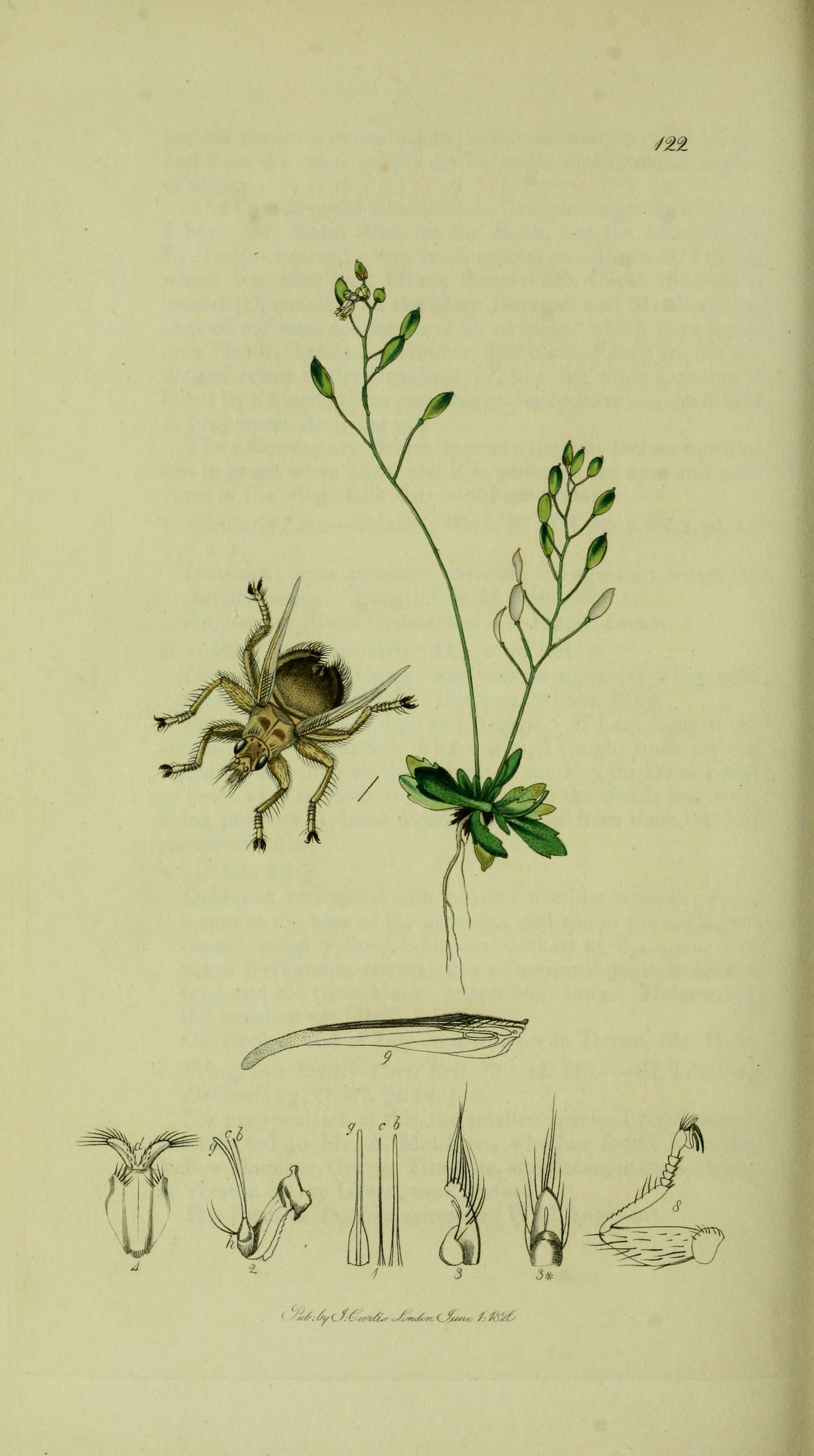
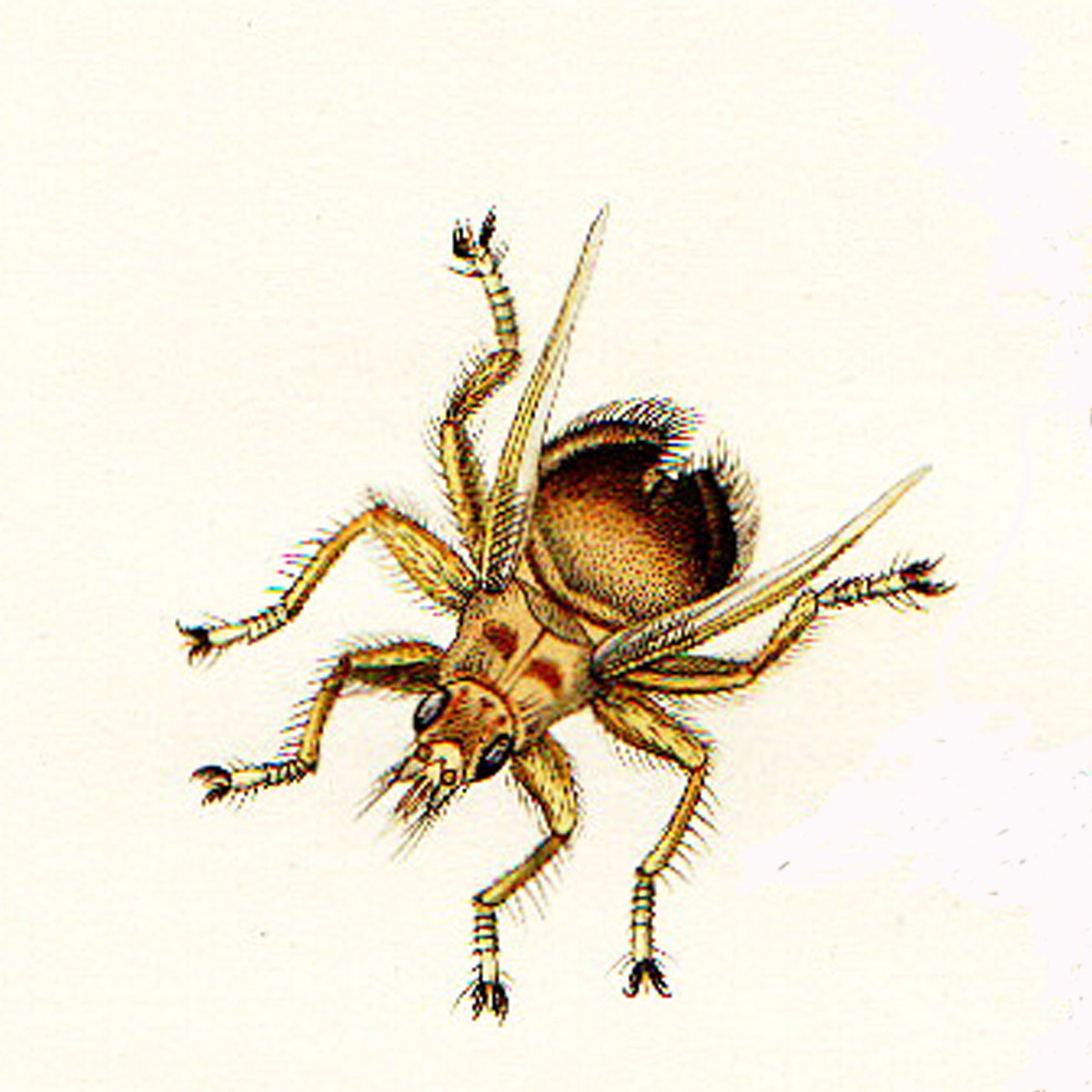
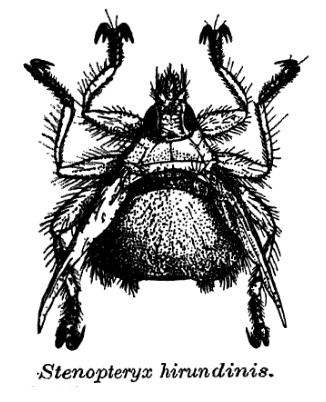